# 安田保雄
安田 保雄（やすだ やすお、1914年3月31日 - 1998年6月）は、国文学者。立教大学講師、鶴見女子大学教授、成蹊大学教授等を歴任。

## 略歴
- 1914年 福島県白河市に生まれる。
- 1934年 第六高等学校卒業。
- 1937年 東京帝国大学文学部国文科卒業。
- 立教大学講師、鶴見女子大学教授を歴任。
- 1969年 成蹊大学文学部日本文学科教授。
- 1982年 同大定年退職、同大非常勤講師（1989年まで）。

近代文学、比較文学、上田敏が専門。

## 編著書
- 『上田敏研究文献稿』1949、私家版
- 『学生のための詩の鑑賞』（天明叢書9）1950、天明社
- 『芥川龍之介』（評釈現代文学）1956、西東社
- 『上田敏研究 その生涯と業績』1958、矢島書房
- 『上田敏研究 その生涯と業績　増補新版』1969、有精堂出版
- 『比較文学論考』1969、学友社
- 『比較文学論考 続編』1974、学友社
- 『小口太郎と「琵琶湖周航の歌」』（編）1977、学友社
- 『小口太郎と「琵琶湖周航の歌」 増補版』（編）1979、学友社
- 『比較文学論考 第三編』1981、学友社